# Mariä Himmelfahrt (Różanka)

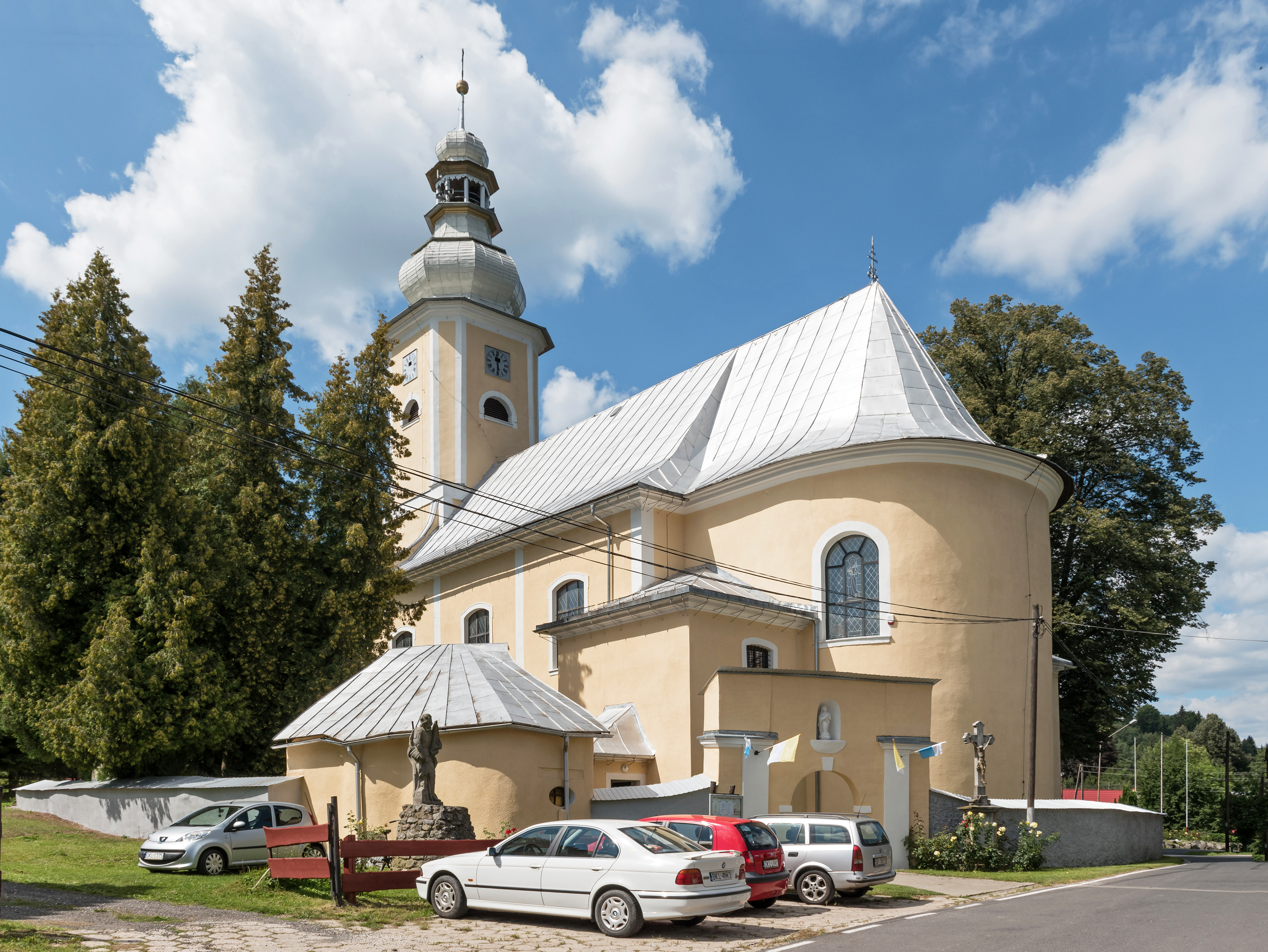
Mariä Himmelfahrt in Różanka (Rosenthal)

Die römisch-katholische Kirche Mariä Himmelfahrt steht in Różanka (deutsch Rosenthal) im Powiat Kłodzki der Woiwodschaft Niederschlesien in Polen.

## Geschichte
Um 1560 bestand in Rosenthal keine Kirche, wohl aber eine Friedhofskapelle. Wahrscheinlich gehörte Rosenthal wie das etwa gleichaltrige Seitendorf (heute: Gniewoszow) zur Pfarrgemeinde Oberlangenau (heute: Długopole Górne)  bzw. Ebersdorf (heute: Domaszków). Um 1575 breitete sich die protestantische Lehre in der Grafschaft aus. 1613 holten sich die Rosenthaler aus Marienthal den Prediger Martin Heidenreich, der bis 1623 bei ihnen blieb. Es wurde auch eine kleine Holzkirche erbaut.
Im Dreißigjährigen Krieg wurde diese Kirche 1647 von kaiserlichen Soldaten aufgebrochen und geplündert, und der Ort wurde rekatholisiert. 1659 erlaubte das Prager erzbischöfliche Konsistorium den Bau eines massiven Gotteshauses, der allen Heiligen gewidmet wurde.
1665 trennten sich Rosenthal, Seitendorf sowie Freiwalde, Marienthal, Peucker und Stuhlseifen von der Mutterpfarrei und traten unter sich in einen Pfarrverband, dessen Hauptort Rosenthal wurde.
1755–1756 wurden die Kirche barock umgebaut und der Turm errichtet. 1895 entwarf der Münchner Architekt Joseph Elsner einen neuen Hochaltar, in den er die Skulpturen von Michael Klahr dem Jüngeren einfügte. Das Altarbild im Nazarenerstil schuf der Regensburger Wolfgang Franz Michael.

## Kirchenanlage
Das gemauerte, mit der Figur des Erzengels Michael geschmückte Tor beim Zugang stammt von um 1750. Das Beinhaus datiert von 1613. Das Pfarrhaus aus der zweiten Hälfte des 18. Jahrhunderts wurde Ende des 19. Jahrhunderts neugotisch umgebaut. Südlich der Kirche stehen ein Johannes-Nepomuk-Bildstock (1730) und zwei weitere Bildstöcke – Ecce Homo, und Maria Immaculata –, ebenfalls aus dem 18. Jahrhundert.
Im Innern ist das Gewölbe mit Fresken ausgestattet, die Prager Diözesanheilige darstellen und vom Maler Joseph Bartsch aus Wölfelsdorf stammen (1757). Die Altäre und die Kanzel schuf Michael Klahr der Jüngere. Im Jahr 1787 wurde die Orgel von Carl Schor aus Seitendorf staffiert.